# Strijkkwartet nr. 5 (Carter)
Elliott Carter componeerde zijn Strijkkwartet nr. 5 in 1995. Het strijkkwartet is een complex geheel. Er zit geen enkele melodielijn in en daarnaast maken de ritmische verschuivingen, waar hij bekend om staat, en de veranderingen in toonsoort het werk haast onbespeelbaar en moeilijk om naar de luisteren. Het geheel maakt een versnipperde indruk, hetgeen de bedoeling van de componist was.

## Structuur
Het werk kent een twaalfdelige structuur, maar kan ook teruggebracht worden tot een zesdelige suite:
1. Introduction
2. Giocoso
3. Interlude I
4. Lento espressivo
5. Interlude II
6. Presto scorrevole
7. Interlude III
8. Allegro energico
9. Interlude IV
10. Adagio sereno
11. Interlude V
12. Capriccioso.

De suite zit in de even delen, de oneven delen geven een soms solistische terug- of vooruitblik op het vorige dan wel volgende deel, soms is het een terug- of vooruitblik van het gehele kwartet. Fragmenten uit de suite komen zo meermaals langs.
Carter vond zelf dat hij met dit vijfde strijkkwartet het genre wel uitgeput had.

## Bron en discografie
- Uitgave Naxos: Pacifica Quartet